# Grossular
Grossular ist ein häufig vorkommendes Mineral aus der Gruppe der Granate innerhalb der Mineralklasse der „Silikate und Germanate“. Es kristallisiert im kubischen Kristallsystem mit der Endgliedzusammensetzung Ca3Al2[SiO4]3, ist also chemisch gesehen ein Calcium-Aluminium-Inselsilikat.
Grossular entwickelt meist dodekaedrische oder trapezoedrische Kristalle, aber auch körnige bis massige Mineral-Aggregate. In reiner Form ist das Mineral farblos und durchsichtig. Da er aber einerseits mit Andradit und Uwarowit eine lückenlose Mischkristallreihe bildet und andererseits verschiedene Fremdbeimengungen enthalten kann, kommt er meist in verschiedenen Farben vor, wobei allerdings eine gelbgrüne bis dunkelgrüne Farbe vorherrscht, die dem Grossular auch seinen Namen eingebracht hat. Daneben finden sich aber auch goldgelbe, rosa bis rote, orange und gelblichbraune bis rötlichbraune Grossulare, die teilweise verschiedene Eigennamen erhalten haben.

## Etymologie und Geschichte
Benannt wurde Grossular 1811 von Abraham Gottlob Werner, der das Mineral aufgrund seiner häufig grünen Farbe nach dem lateinischen Wort für Stachelbeere (ribes grossularia) benannte.
Als Typlokalität gilt Tschernyschewsk (Chernyshevsk) im Wiljui-Becken in der fernöstlichen Republik Sacha (Jakutien).

## Klassifikation
Die strukturelle Klassifikation der International Mineralogical Association (IMA) zählt den Grossular zur Granat-Obergruppe, wo er zusammen mit Almandin, Andradit, Calderit, Eringait, Goldmanit, Knorringit, Morimotoit, Majorit, Menzerit-(Y), Momoiit, Pyrop, Rubinit, Spessartin und Uwarowit die Granatgruppe mit 12 positiven Ladungen auf der tetraedrisch koordinierten Gitterposition bildet.
Bereits in der mittlerweile veralteten, aber teilweise noch gebräuchlichen 8. Auflage der Mineralsystematik nach Strunz gehörte der Grossular zur Mineralklasse der „Silikate und Germanate“ und dort zur Abteilung der „Inselsilikate (Nesosilikate)“, wo er zusammen mit Andradit, Goldmanit und Uwarowit die eigenständige „Granatgruppe - Ugrandit-Reihe“ mit der System-Nr. VIII/A.08 bildete.
Die seit 2001 gültige und von der International Mineralogical Association (IMA) verwendete 9. Auflage der Strunz'schen Mineralsystematik ordnet den Grossular ebenfalls in die Klasse der „Silikate und Germanate“ und dort in die Abteilung der „Inselsilikate (Nesosilikate)“ ein. Diese Abteilung ist weiter unterteilt nach der möglichen Anwesenheit weiterer Anionen sowie der Koordination der beteiligten Kationen, so dass das Mineral entsprechend seiner Zusammensetzung und seinem Aufbau in der Unterabteilung der „Inselsilikate ohne weitere Anionen; Kationen in oktahedraler [6] und gewöhnlich größerer Koordination“ zu finden ist, wo es zusammen mit Almandin, Andradit, Calderit, Goldmanit, Henritermierit, Holtstamit, Katoit, Kimzeyit, Knorringit, Majorit, Morimotoit, Pyrop, Schorlomit, Spessartin und Uwarowit die „Granatgruppe“ mit der System-Nr. 9.AD.25 bildet. Ebenfalls zu dieser Gruppe gezählt wurden die mittlerweile nicht mehr als Mineral angesehenen Granatverbindungen Blythit, Hibschit, Hydroandradit und Skiagit. Wadalit, damals noch bei den Granaten eingruppiert, erwies sich als strukturell unterschiedlich und wird heute mit Chlormayenit und Fluormayenit einer eigenen Gruppe zugeordnet. Die nach 2001 beschriebenen Granate Irinarassit, Hutcheonit, Kerimasit, Toturit, Menzerit-(Y) und Eringait wären hingegen in die Granatgruppe einsortiert worden.
Auch die vorwiegend im englischen Sprachraum gebräuchliche Systematik der Minerale nach Dana ordnet den Grossular in die Klasse der „Silikate und Germanate“ und dort in die Abteilung der „Inselsilikatminerale“ ein. Hier ist er zusammen mit Andradit, Goldmanit, Uwarowit und Yamatoit (diskreditiert, da identisch mit Momoiit) in der „Granatgruppe (Ugrandit-Reihe)“ mit der System-Nr. 51.04.03b innerhalb der Unterabteilung „Inselsilikate: SiO4-Gruppen nur mit Kationen in [6] und >[6]-Koordination“ zu finden.

## Chemismus
Grossular mit der Endgliedzusammensetzung [X]Ca2+3[Y]Al3+[Z]Si3O12 ist das Calcium-Analog von Pyrop ([X]Mg2+3[Y]Al[Z]Si3O12) sowie das Aluminium-Analog von Andradit und Uwarowit. In den eckigen Klammern ist die Position in der Granatstruktur angegeben. 
Grossular bildet Mischkristalle mit den meisten anderen Silikatgranaten. Auf der oktaedrisch koordinierten Y-Position kann Aluminium Al3+ durch verschiedene Kationen ersetzt werden, entsprechend den Austauschreaktionen
- [Y]Al3+ = [Y]Fe3+, (Andradit)[18],
- [Y]Al3+ = [Y]Cr3+, (Uwarowit),[19][20][21]
- [Y]Al3+ = [Y]V3+, (Goldmanit),
- [Y]Al3+ = [Y]Sc3+, (Eringait)

Auf der dodekaedrisch koordinierten X-Position kann Calcium Ca2+ durch Magnesium Mg2+, Mangan Mn2+ und Eisen Fe2+ ersetzt werden, entsprechend den Austauschreaktionen
- [X]Ca2+ = [X]Mg2+ (Pyrop),[11][22][23]
- [X]Ca2+ = [X]Mn2+ (Spessartin),[24][22][25]
- [X]Ca2+ = [X]Fe2+ (Almandin)[26][24]

Nur in der Mischungsteihe Grossular-Pyrop gibt es eine Mischungslücke bei Temperaturen unterhalb 600 °C und 25–30 mol-% Grossular.
Grossular bildet eine lückenlose Mischreiche mit dem Hydroxid Katoit. Silicium wird hierbei durch vier Protonen (H+) und eine Leerstelle (□) ersetzt, entsprechend der Substitution
- [Z]Si4+ + 4 O2− = [Z]□ + 4 OH− (Katoit).[28][29]

Mischkristalle mit mehr als 50 mol-% Grossularanteil werden als Grossular bezeichnet werden. Für Mischkristalle mit nicht genau bestimmter Zusammensetzung ist auch die Bezeichnung Hydrogrossular verbreitet. Hibschit (Plazolith) ([X]Ca2+3[Y]Al3+[Z](Si1,5□1,5)O6612) ist eine Varietät von Grossular und kein eigenständiges Mineral.

## Kristallstruktur
Grossular kristallisiert mit kubischer Symmetrie in der Raumgruppe Ia3d (Raumgruppen-Nr. 230) mit 8 Formeleinheiten pro Elementarzelle. Es gibt zahlreiche Bestimmungen für die Kantenlänge der kubischen Elementarzelle sowohl natürlicher Mischkristalle wie auch synthetischer Grossulare. Für das reine Grossularendglied wird der Gitterparameter z. B. mit a = 11,851 Å
Die Struktur ist die von Granat. Calcium (Ca2+) besetzt die dodekaedrisch von 8 Sauerstoffionen umgebenen X-Positionen, Aluminium (Al3+) die oktaedrisch von 6 Sauerstoffionen umgebene Y-Position und die tetraedrisch von 4 Sauerstoffionen umgebenen Z-Position ist ausschließlich mit Silicium (Si4+) besetzt.
Natürliche Grossulare zeigen oft Sektorzonierung und sind optisch leicht doppelbrechend, was meist als Hinweis auf eine niedrigere, nicht kubische Symmetrie interpretiert wird. Für doppelbrechende Grossulare aus den Asbestminen Eden Mills in Vermont, USA und Lake Asbestos in Quebec, Kanada, wurde z. B. trikline Symmetrie bestimmt, hervorgerufen unter anderen durch eine geordnete Verteilung von Al3+ und Fe3+ auf die 8 unterschiedlichen oktaedrisch koordinierten Positionen der triklinen Granatstruktur sowie Fe2+ und Ca2+ auf die verschiedenen dodekaedrisch koordinierten X-Positionen.
In neue Untersuchungen mit hochaufgelöster Synchrotron-Röntgenbeugung konnte hingegen gezeigt werden, dass doppelbrechende Grossulare ein Gemisch von 2 Granaten unterschiedlicher Zusammensetzung sind. Beide Granate sind kubisch mit leicht unterschiedlichen Gitterkonstanten. Es sind diese unterschiedlichen Gitterkonstanten der Granate, die zu Gitterspannungen und in der Folge zu Spannungsdoppelbrechung führen.

## Modifikationen und Varietäten

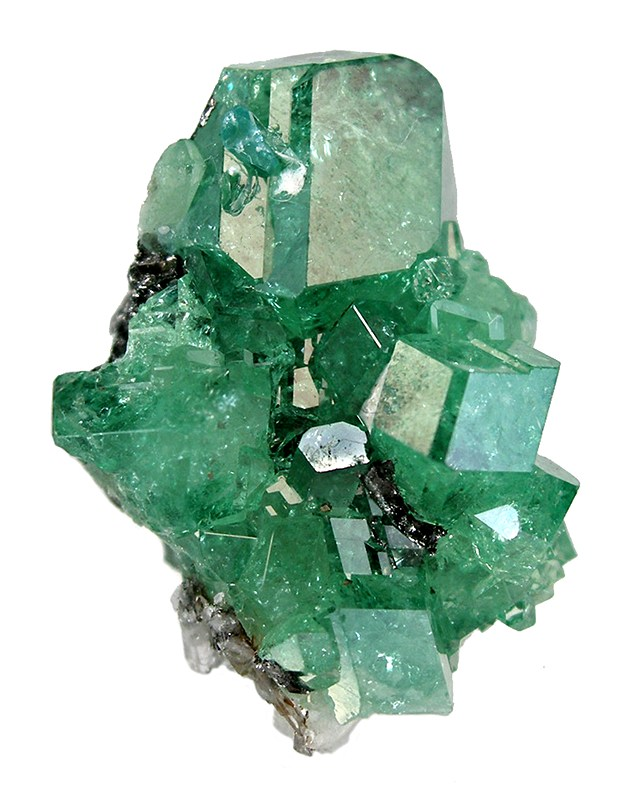
Tsavorit mit Graphit aus den Merelani Hills (Mererani), Lelatema Mountains, Arusha, Tansania (Größe: 2,3 × 1,7 × 1,6 cm)

Von Grossular sind mehrere Varietäten bekannt:
- Hessonit: Durch Beimengungen von Fe3+-Ionen orangerot bis hyazinthrot gefärbter Grossular. Eine veraltete und nicht mehr gebräuchliche Bezeichnung für den Hessonit war Zimtstein bzw. Kaneelstein (nach Abraham Gottlob Werner). René-Just Haüy benannte die Varietät nach dem griechischen Wort hesson für geringer, in Anlehnung an seinen im Gegensatz zum „echten“ Hyazinth (Zirkonvarietät) geringeren Wert.[32]
- Leukogranat (von altgriechisch λευκός leukós „weiß“) ist die farblose Variante des Grossular.
- der smaragdgrüne Tsavorit bzw. Tsavolith wurde erst 1974 entdeckt.[33]

## Bildung und Fundorte

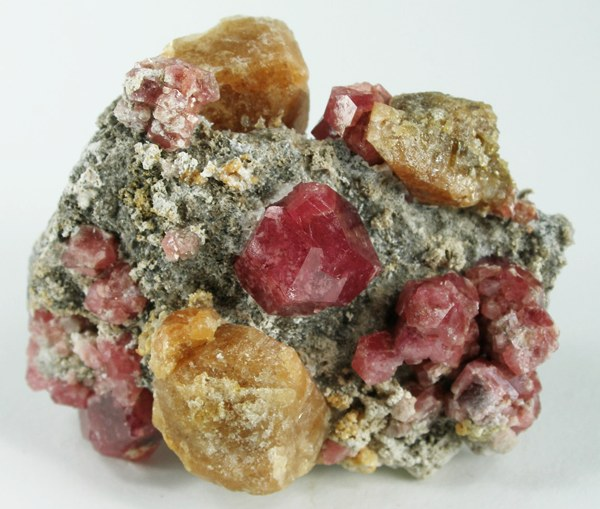
„Himbeerfarbiger“ Grossular mit gelblichbraunem Vesuvianit vom Lake Jaco, Sierra de la Cruz, Sierra Mojada, Coahuila, Mexiko (Größe: 5,0 × 4,4 × 1,8 cm)

Grossular bildet sich häufig in kontakt- und regionalmetamorphen, calciumreichen Gesteinen wie beispielsweise Skarn oder Rodingit, kann aber auch durch hydrothermale Vorgänge auf Klüften dieser Gesteine entstehen sowie in mergeligen Kalksilikathornfelsen und gelegentlich in Schiefern und Serpentiniten.
Begleitminerale sind unter anderem Calcit, Diopsid, Dolomit, Epidot, Klinozoisit, Quarz, Skapolith, Tremolit, Vesuvianit und Wollastonit. Besonders mit Vesuvianit, dem der Grossular oft sehr ähnlich sieht, kann er aufgrund der engen Paragenese leicht verwechselt werden.
Als relativ häufige Mineralbildung konnte Grossular bereits an vielen Fundorten nachgewiesen werden, von denen bisher (Stand: 2015) rund 1600 Fundorte als bekannt gelten.
In Deutschland trat das Mineral bisher an mehreren Fundorten im Schwarzwald in Baden-Württemberg, an vielen Fundorten in Bayern (Franken, Ober- und Niederbayern), bei Hirzenhain und mehreren Fundpunkten im Odenwald in Hessen, bei Bad Harzburg und Sankt Andreasberg in Niedersachsen, an mehreren Orten in der Eifel wie unter anderem bei Niedermendig und am Ettringer Bellerberg, bei Rammelsbach und Wolfstein in Rheinland-Pfalz, im Erzgebirge und im Vogtland in Sachsen, an mehreren Orten in Schleswig-Holstein sowie bei Unterbreizbach in Thüringen auf.
In Österreich fand sich Grossular vor allem in Kärnten, Salzburg und der Steiermark. Des Weiteren konnte er auch am Kanitzriegel bei Bernstein im Burgenland; bei Schwallenbach, am Arzberg und dem Siebenhandl-Steinbruch bei Felbring (Gemeinde Maria Laach) in Niederösterreich; an mehreren Fundpunkten im Hinterbichler Dorfertal und im Zillertal in Tirol; in der oberösterreichischen Gemeinde Aigen im Mühlkreis sowie auf der Putzkammer Alp in der Verwallgruppe im Vorarlberg nachgewiesen werden.
In der Schweiz wurde das Mineral unter anderem im Kreis Bergell und Vorderrheintal in Graubünden, im Mattertal und Saastal im Wallis sowie bei Santa Maria di Claro (Claro TI) im Kanton Tessin gefunden.
Weitere Fundorte liegen unter anderem in Afghanistan, Ägypten, der Antarktis, Argentinien, Australien, Brasilien, Bulgarien, China, Ecuador, Finnland, Frankreich, Griechenland, Grönland, Guinea, Honduras, Indien, Irak, Iran, Irland, Israel, Italien, Jamaika, Japan, Kambodscha, Kanada, Kenia, Kolumbien, Korea, Madagaskar, Mali, Marokko, Mexiko, der Mongolei, Namibia, Neuseeland, Norwegen, Pakistan, Peru, Polen, Portugal, Rumänien, Russland, Saudi-Arabien, der Slowakei, Spanien, Sri Lanka, Schweden, Südafrika, Taiwan, Tansania, Tschechien, der Türkei, der Ukraine, Ungarn, den U.S. Virgin Islands, im Vereinigten Königreich (Großbritannien) und den Vereinigten Staaten von Amerika (USA).

## Verwendung

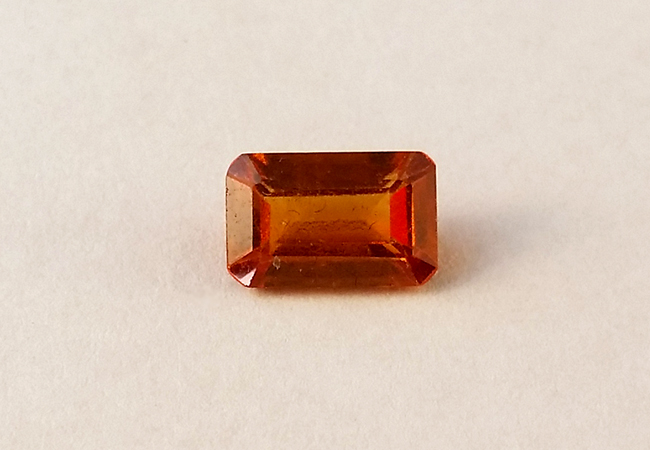
Facettierter Hessonit, 1ct, Sri Lanka

Grossulare sind wie viele andere Granate geschätzte und wertvolle Schmucksteine, die je nach Qualität entweder in verschiedenen Facettenschliffen oder zu Cabochonen verarbeitet werden.